# Adèle Bréau
Pour les articles homonymes, voir Bréau (homonymie).
Œuvres principales
- La Cour des Grandes (2015)
- Les jeux de garçons (2015)
- Les devoirs de vacances (2017)
- Frangines (2020)
- L'Heure des femmes (2022)

Adèle Bréau, née en 1978, est une auteure, journaliste et blogueuse française.

## Biographie
Adèle Bréau est titulaire d'une maîtrise de Lettres modernes spécialisées à l'Université Paris Sorbonne. Elle est la petite-fille de la journaliste Menie Grégoire. En janvier 2004, elle devient directrice, journaliste et blogueuse pour Terrafemina. Elle a également travaillé comme rédactrice en chef pour le magazine Elle. Elle intervient régulièrement comme journaliste pour les magazines Gala, Aufeminin ou encore Marie Claire,,.

## Carrière littéraire
Adèle Bréau est notamment l’autrice de la trilogie La Cour des grandes, Les jeux de garçons et Les Devoirs de vacances aux éditions Jean-Claude Lattès, où elle s’attache à dépeindre avec humour le quotidien des jeunes parents. Selon les propres mots de l’autrice: La cour des grandes « raconte la vie de quatre copines à l’aube de la quarantaine qui tentent tant bien que mal de concilier boulot, caca, amitié, mari et injonctions de parfaitutude le tout avec optimisme et le sourire s’il vous plaît parce qu’après tout, et c’est VRAI, les mères de familles auront toujours quinze ans (bha quoi ?). » Les droits de ses ouvrages ont été vendus à la télévision dans le cadre d’une future adaptation.
En 2020, Adèle Bréau tisse les liens de trois sœurs dans le roman Frangines,. Mathilde, Louise et Violette se retrouvent pour un nouvel été dans la maison familiale de Saint-Rémy-de-Provence. Cependant, un drame inattendu bouleverse l’ordre établi,.
En 2023, elle reçoit le prix Maison de la Presse pour le roman L'heure des femmes (2022) qui évoque sa grand-mère, la journaliste de radio Menie Grégoire.

### Ouvrages personnels
- Je dis ça, je dis rien, Leduc.s Éditions, 244p, 2013,  (ISBN 9782367040141)
- Vive la vie de bureau !, Éditions First, 192p, 2015,  (ISBN 9782754076302)
- La Cour des Grandes, Éditions Jean-Claude Lattès, 400 p, 2015,  (ISBN 9782709647557)
- Les Jeux de garçons, Éditions Jean-Claude Lattès, 350p, 2015,  (ISBN 9782709647564)
- Les Devoirs de vacances, Éditions Jean-Claude Lattès, 350p, 2016,  (ISBN 9782253070498)
- L’Odeur de la colle en pot, Éditions Jean-Claude Lattès, 2019,  (ISBN 9782709660983)[15]
- Frangines, Éditions Jean-Claude Lattès, 350p, 2020,  (ISBN 9782709666367)
- Haute Saison, Éditions Jean-Claude Lattés, 320p, 2021, (ISBN 9782253262688)
- L'heure des femmes, Éditions Jean-Claude Lattès, 324p, 2023  (ISBN 9782709669450)
- Les influentes, Éditions Jean-Claude Lattès, 414p, 2025  (ISBN 2709672715)

### Ouvrages collectifs
- Y aura-t-il trop de neige à Noël ?, Isabelle Alexis, Sophie Henrionnet, Marie Vareille, Marianne Levy, Tonie Behar, Adèle Bréau, Éditions Charleston, 288p, 2017,  (ISBN 9782709660983)
- Noël et préjugés, Isabelle Alexis, Tonie Behar, Adèle Bréau, Sophie Henrionne, Marie Vareille, Marianne Levy, Éditions Charleston, 288p, 2019,  (ISBN 9782368124659)
- Emmène-moi, Tonie Behar, Adèle Bréau, Sophie Henrionnet, Carine Pitocchi, Julien Rampin, Pascale Rault-Delmas, Clarisse Sabard, Laura Trompette, Marie Vareille, Isabelle Alexis, Éditions Charleston, 182p, 2020  (ISBN 978-2368125670)

## Distinctions
- 2023 : prix Maison de la Presse pour L'heure des femmes.
- 2023 : Prix des lecteurs de la Ville de Brive pour L'heure des femmes[16],[17].